# مدرسة ومسجد خازن الملك
مدرسة ومسجد خازن الملك هي مدرسة ومسجد تاريخية تعود إلى القاجاريون، وتقع في طهران.